# Hütchenspiel

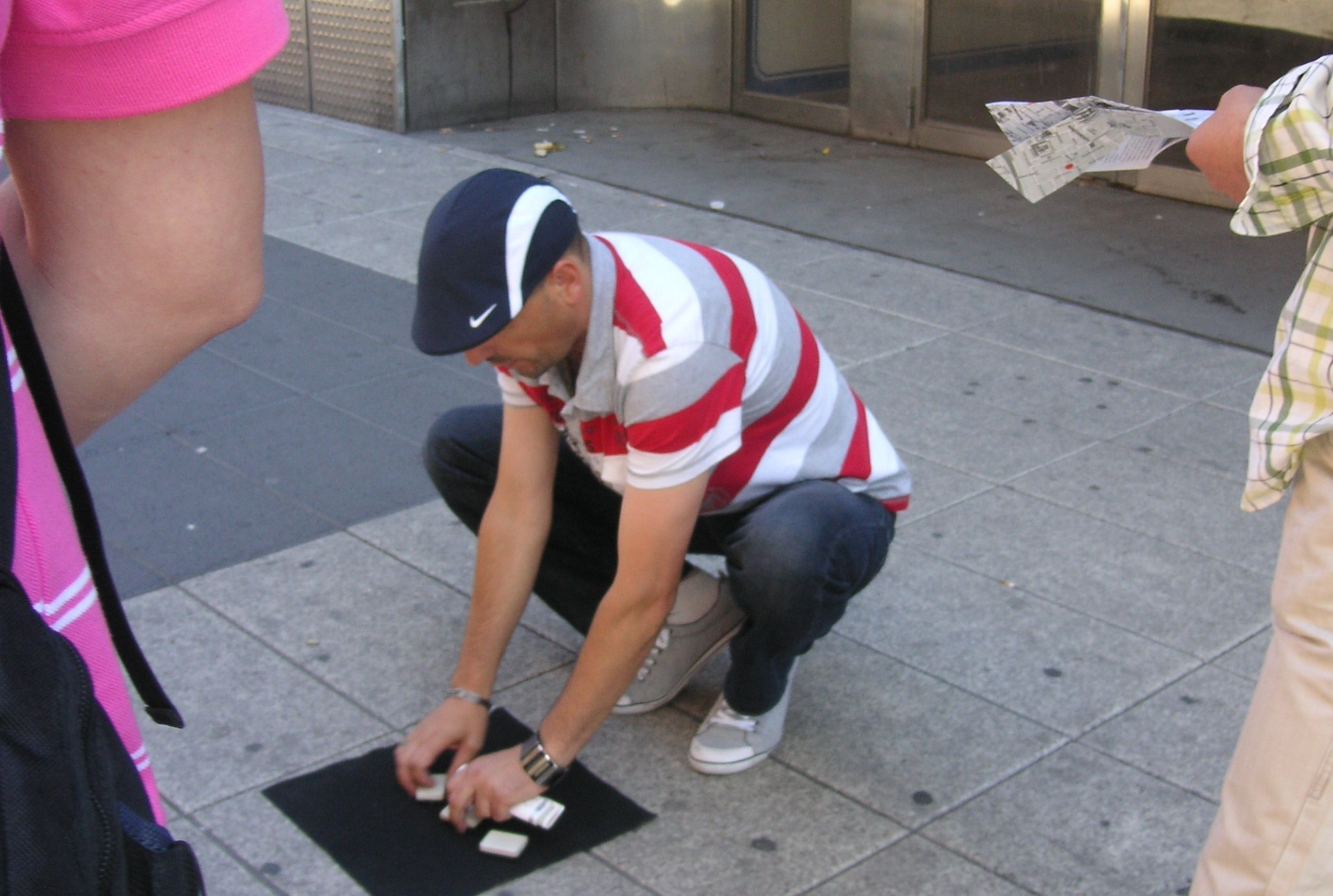
Hütchenspieler in Stockholm

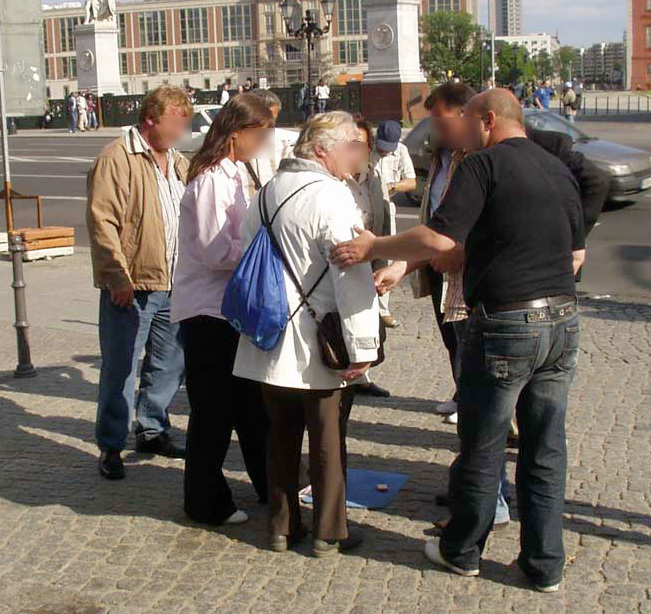
Hütchenspieler in Berlin, Unter den Linden

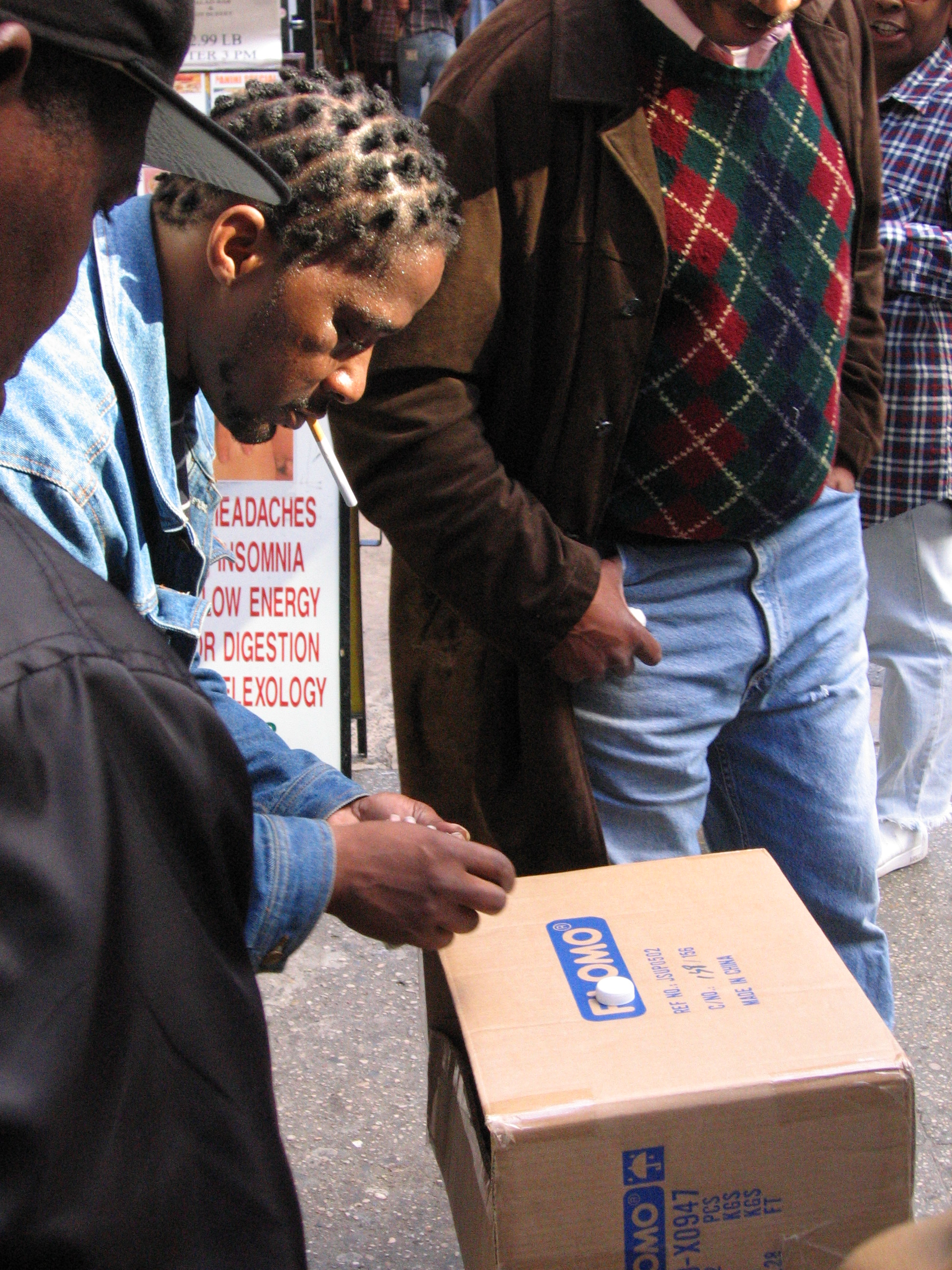
Hütchenspieler in New York

Das Hütchenspiel (auch Nussschalenspiel) ist eine von kriminellen Banden betriebene Form des Trickbetrugs, der zum Schein als einfaches Geschicklichkeitsspiel präsentiert wird. Der Hütchenspieler verwendet drei „Hütchen“ (kleine Becher, Nussschalen o. Ä.) und platziert zu Beginn des Spiels demonstrativ ein kleines Objekt unter einem der Hütchen, etwa ein Schaumstoffkügelchen. Dann verschiebt er die drei Hütchen in einer Geschwindigkeit, die einem Mitspieler scheinbar die Möglichkeit lässt, die Verschiebungen zu verfolgen. Das Ziel ist, Passanten dazu zu bringen, eine Geldwette darauf einzugehen, dass sie das Objekt am Ende orten können und dadurch ihren Wetteinsatz erhöht zurückerhalten. In den meisten Fällen verliert der Wettende seinen Geldeinsatz.
Das Spiel ist als äußerst einträgliches, illegales Betrugsspiel bekannt und berüchtigt. Es wird weltweit in größeren Städten und Tourismuszentren auf stark frequentierten öffentlichen Plätzen praktiziert, zum Beispiel in Fußgängerzonen, in Bahnhofszonen oder auf Flohmärkten. Eine wichtige Rolle spielen Komplizen des Spielers, die etwa neutrale Passanten mimen, Geld einsetzen, das Objekt korrekt orten und dann zum Schein unter Applaus ihren Gewinn erhalten.

## Geschichte
Das Hütchenspiel wurde vermutlich von einem schon in der Antike bekannten, erstmals von Seneca (1–65) beschriebenen Taschenspielertrick inspiriert, bei dem mehrere Bälle oder Nüsse unter Bechern hin- und herwandern. Dieses als Becherspiel bekannte klassische Kunststück diente damals wie heute zur Unterhaltung und gehört auch im 21. Jahrhundert zum Repertoire der Zauberkünstler. Es wird stets mit mehreren Kugeln ausgeführt und weist im Trickprinzip wie im Ablauf keine Gemeinsamkeiten mit dem Hütchenspiel auf.
Im deutschen Sprachraum wird das eigentliche Hütchenspiel als Betrugsspiel erstmals Ende des 16. Jahrhunderts genannt: Johann Fischart erwähnt in seiner Affentheurlich Naupengeheurlichen Geschichtklitterung die „Hütlinspieler“ in Zusammenhang mit anderen Betrügern. 200 Jahre später vermerkt Johann Georg Krünitz in seiner Öconomischen Encyclopädie: „in aeltern polizeyverordnungen, wird den huetchenspielern nebst den riemenstechern und andern betriegern das land verbothen“.
Im englischen Sprachraum wurde das Hütchenspiel erstmals Ende des 19. Jahrhunderts in London beobachtet und beschrieben.

## Ablauf des Spiels
Der Hütchenspieler stellt direkt auf dem Asphalt oder auf einer mobilen Unterlage, die beim Erscheinen der Polizei in Sekunden abgebaut werden kann, beispielsweise einem Pappkarton, drei gleichartige „Hütchen“ auf, häufig Pappbecher, halbierte Walnussschalen, Schubfächer von Streichholzschachteln o. Ä. Da diese Gegenstände wertlos sind und sich kaum eignen, eine Spur zu ihrem Besitzer zurückzuverfolgen, kann der Hütchenspieler sie im Notfall bei einer Flucht auch bedenkenlos zurücklassen.
Mit einem der Hütchen bedeckt der Spieler einen kleinen Gegenstand, etwa eine Stanniolkugel oder eine Erbse, und vertauscht dann mehrfach und mit einer gewissen Geschwindigkeit die Plätze der Hütchen untereinander. Anschließend wird ein Zuschauer animiert, einen zuvor festgelegten Betrag darauf zu setzen, dass er nach der letzten Verschiebung noch weiß, unter welchem der Hütchen sich der Gegenstand befindet. Hat der Mitspieler richtig getippt, erhält er seinen Einsatz vom Spielemacher verdoppelt zurück, ansonsten verliert er ihn.
Verwandt und in der Spielanlage gleichartig ist das ebenfalls betrügerische Kartenspiel Kümmelblättchen.

## Betrugsstrategie
Durch geschickte Inszenierung wird potenziellen Opfern suggeriert, dass es sich um ein Geschicklichkeitsspiel handle: Scheinbar hängt die Gewinnchance von der Aufmerksamkeit des Zuschauers ab. Sofern ein Mitspieler der Kugel nicht folgen kann, würde es zu einem Glückspiel und bei drei Hüten, unter denen die Kugel sein kann, wäre die Gewinnchance ein Drittel. Faktisch wird das Spiel aber manipuliert und häufig hat der Hütchenspieler die Kugel in der Hand, wenn getippt wird. Die Kugel kann er nach dem Tippen entweder unter dem getippten Hütchen oder einem der anderen beiden Hütchen "aufdecken".

### Inszenierung
Die Psychologie des Hütchenspiels besteht darin, den Mitspieler in den Glauben zu versetzen, er könne die Kugelbewegung mit den Augen und seinem Verstand verfolgen. Potenziellen Opfern wird diese vermeintliche Gewinnaussicht durch eine Inszenierung suggeriert: Bei den „Demo-Runden“ werden die Hütchen relativ langsam verschoben und es lässt sich genau beobachten, wo die Kugel ist. Komplizen bilden um den Hütchenspieler eine Menschentraube, damit Passanten, dem Herdentrieb folgend, stehenbleiben und neugierig werden. Je größer die Gruppe, desto mehr Aufmerksamkeit erzielt sie und erleichtert es potenziellen Opfern, dem Geschehen aus der Masse anonym und distanziert zu folgen. Entsprechende Banden umfassen bis zu 20 Personen.
Einzelne Komplizen spielen als Lockvogel gegen den Hütchenspieler, „tippen“ die richtige Position der Kugel und kassieren dann "ihren Gewinn". Oder ein Lockvogel „tippt“ absichtlich falsch, obwohl die richtige Position einfach zu erkennen war, damit Zuschauer ein falsches Überlegenheitsgefühl entwickeln (Besserwisser). In beiden Fällen wird dem Zuschauer eine reale Gewinnmöglichkeit vorgegaukelt. Schließlich arrangieren die Hütchenspieler für ihre Opfer regelmäßig kleine Glückssträhnen, indem sie diese absichtlich gewinnen lassen, um sie zu höheren Einsätzen zu verleiten. Ferner animiert die Gruppe zu Einsätzen, indem sie den Mitspieler bei seinen anfänglichen Gewinnen mit entsprechenden Reaktionen für seine vermeintliche Leistung psychologisch belohnt und eine entsprechende Spielstimmung aufbaut.
Der Zuschauer braucht nicht einmal aktiv in das Spiel einzusteigen, sondern wird mitunter vom Lockvogel im Vorbeigehen um harmlose Hilfe gebeten, etwa mit der Hand das richtige Hütchen vor den Fingern des Hütchenspielers zu schützen, während er in seine Geldbörse greift. Auf diese Art wird der Zuschauer in das Spiel verwickelt, auch wenn daran kein Interesse bestanden hat. Mit einfachen psychologischen Tricks bei sicher scheinender Gewinnaussicht bringt der Lockvogel den Zuschauer dann schnell dazu, selbst Geld zu „zeigen“ und zu verlieren.

### Manipulation
Beim eigentlichen Spiel kann der Hütchenspieler durch recht einfache Taschenspielertricks problemlos und ohne verdächtige Bewegungen die Kugel in jeder Phase des Spiels kontrollieren und ihre Position ändern. Er hat folgende Möglichkeiten:
- Er zieht das Hütchen mit der Kugel kurz nach hinten und lässt die Kugel unter seine Hand rollen, wo er sie einklemmt. Wenn er mit den anderen Fingern nach dem nächsten Hütchen greift, dann lässt er die Kugel los und zieht das Hütchen nach hinten über die Kugel. Die Hand verdeckt diese Vorgänge. Die Kugel kann er dabei entweder mit Ring- und kleinem Finger gegen die Handfläche pressen oder zwischen Daumen und Ringfinger einklemmen.[5][6] Anstatt die Kugel zum Aufnehmen mit der Hand nach hinten herauszurollen, kann bei einer weichen Unterlage die Kugel auch mit der Hinterkante des Hütchens in die Unterlage eingedrückt werden. Beim Vorschieben bleibt sie dann liegen, wenn die Hinterkante sie passiert hat und so lässt sich die Kugel auch in einer reinen Vorwärtsbewegung aufnehmen.
- Er kann beim Verschieben die Kugel direkt unter ein anderes Hütchen rollen lassen, welches diesen Vorgang vor dem Blick des Mitspielers verdeckt.
- Er kann diese Tricks mehrfach hintereinander anwenden. Selbst wenn der Mitspieler am Ende das richtige Hütchen wählen sollte, kann er es als leer zeigen.
- Er kann die Kugel am Ende in der Hand halten. Nachdem der Mitspieler auf eines der Hütchen gezeigt hat, kann er sie unter ein anderes Hütchen schieben.
- Er kann die Hütchen vertauschen, während der Mitspieler sich selbst etwa durch Hantieren mit seiner Geldbörse ablenkt.

Der Mitspieler hat also zu keinem Zeitpunkt eine Kontrolle über das Geschehen und ist deshalb meist ohne Chance. Die kriminellen Möglichkeiten in dieser Situation beschränken sich nicht auf das Spiel selbst. Hat der Mitspieler richtig getippt, dann kann die Bande weglaufen – mit seinem eingesetzten Geld. Mitunter ziehen Komplizen den Opfern die Geldbörse aus der Tasche oder reißen ihnen Geldscheine aus der Hand. Manchmal wird körperliche Gewalt eingesetzt, so dass es sich um Raub handelt.

## Organisation des Spiels
Die Hütchenspieler sind häufig in mafiosen Banden organisiert, die dafür sorgen, dass keine fremden „Anbieter“ im jeweils beanspruchten Gebiet agieren können, und an die ein Großteil des Gewinns abzuführen ist. Neben dem eigentlichen Hütchenspieler und zum Schein mitspielenden oder anderweitig zum Mitspielen motivierenden Personen sind oft auch Personen beteiligt, die für das Warnen vor Ordnungskräften oder die Geldverwahrung (können vor einer Kontrolle unauffälliger verschwinden als der Spieler) zuständig sind. Hütchenspielerbanden gelten als gewaltbereite Tätergruppen, die entsprechend auf Protest und Aufklärungsversuche Dritter reagieren. Manche Bandenmitglieder halten Mitspieler auch – unter Umständen mit Gewalt – von der Einforderung zustehender Gewinne ab.

## Rechtsprechung
In Deutschland kann das Hütchenspiel als Betrug gewertet werden. Lange Zeit musste die Polizei die Trickhandlung im Einzelfall nachweisen können und hatte deshalb nur beschränkte Möglichkeiten zum Eingreifen. Aus Gründen der Praktikabilität wird daher oft nur ein Platzverweis ausgesprochen. Mittlerweile (2006) wird in der Rechtsprechung in Berlin bereits das Vortäuschen einer Gewinnchance beim Hütchenspiel als Betrug gewertet, der entsprechend kriminalistisch verfolgt werden kann.
Seit 1. Oktober 2005 ist in Österreich das Hütchenspiel in der Bundeshauptstadt Wien als „verbotene Veranstaltung“ rechtswidrig. In London dagegen wird es als Ordnungswidrigkeit eingestuft.

## Trivia
Der Fernsehsender RTL Plus erreichte Ende der 1980er Jahre mit der kurzen Hütchenspielshow Pronto Salvatore hohe Einschaltquoten.